# Wang Lin
Wang Lin (en chino: 王琳; 30 de marzo de 1989) es una deportista china que compitió en bádminton, en la modalidad individual.
Ganó dos medallas en el Campeonato Mundial de Bádminton, oro en 2010 y bronce en 2009.

## Palmarés internacional
| Campeonato Mundial | Campeonato Mundial | Campeonato Mundial | Campeonato Mundial |
| Año                | Lugar              | Medalla            | Prueba             |
| ------------------ | ------------------ | ------------------ | ------------------ |
| 2009               | Hyderabad (India)  | Medalla de bronce  | Individual         |
| 2010               | París (Francia)    | Medalla de oro     | Individual         |